# Planá (okres Tachov)
Planá (Duits: Plan) is een Tsjechische stad in de regio Pilsen, en maakt deel uit van het district Tachov. Planá telt 5566 inwoners.
Planá was tot 1945 een plaats met een overwegend Duitstalige bevolking. Na de Tweede Wereldoorlog werd de Duitstalige bevolking verdreven.
Station Planá u Mariánských Lázní is het spoorwegstation van de stad, met verbindingen naar onder ander Pilsen en Cheb.

## Geboren
- Petr Pavel (1961), generaal en president van Tsjechië
- Zdeněk Štybar (1985), wielrenner